# 高田病院駅
高田病院駅（たかたびょういんえき）は、岩手県陸前高田市高田町にある、東日本旅客鉄道（JR東日本）大船渡線BRT（バス高速輸送システム）のバス停留所である。
大船渡線BRTの運行開始に合わせて新設された。

## 歴史
- 2013年（平成25年）3月2日：開業[1]。
- 2018年（平成30年）4月1日：移転[2]。

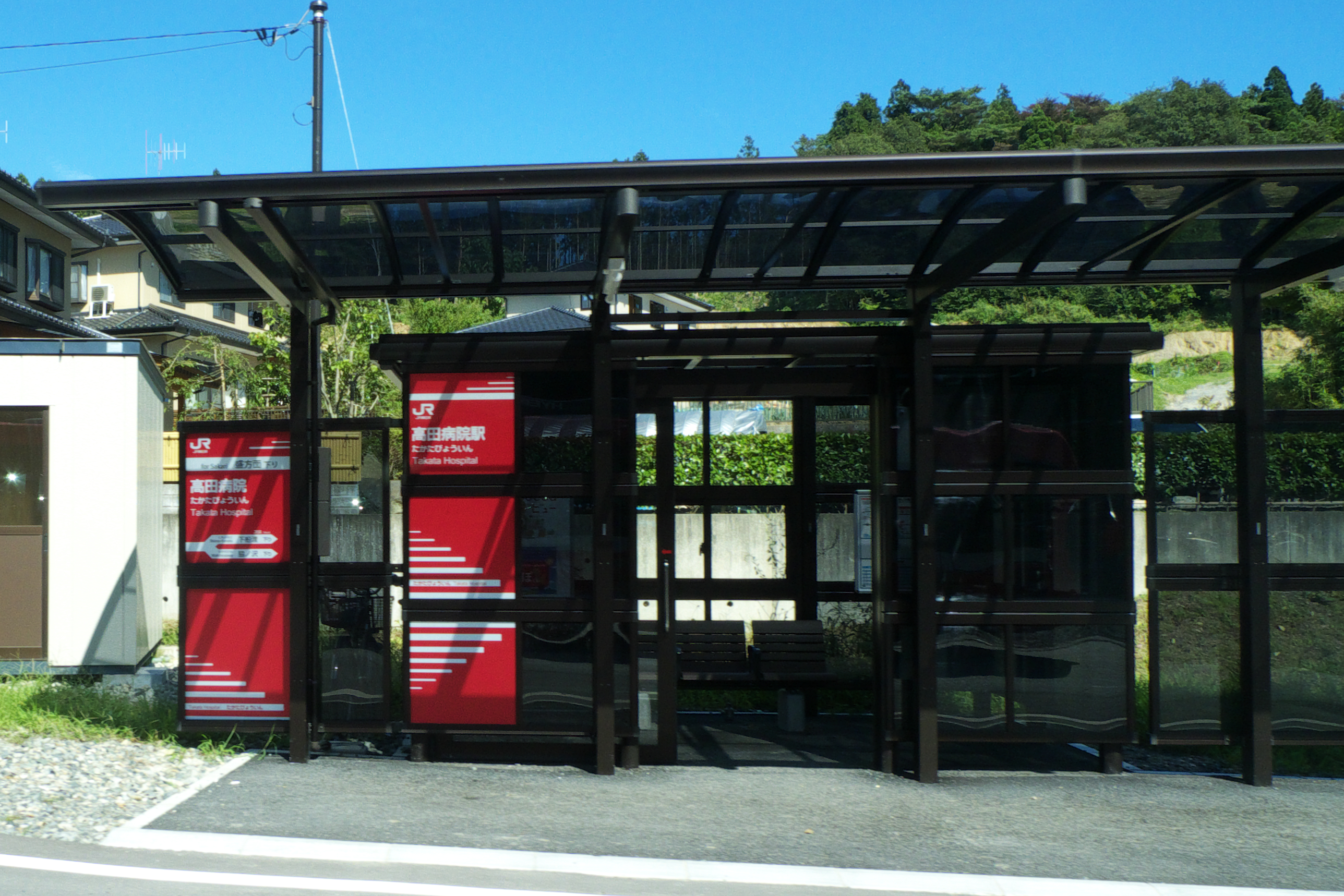
米崎町内にあった時代の盛方面のりば（2013年9月）

## 駅構造
岩手県立高田病院の構内に乗降場が設置されており、両方向とも同一の乗降場から乗り降りする形になっている。
なお、BRTのりばの他に奥州交通・碁石観光・気仙タクシー・高田タクシーの「県立高田病院」停留所と、奥州交通・碁石観光（陸前高田住田線）の「高田病院前」停留所も併設されている。

## 利用状況
JR東日本によると、2023年度（令和5年度）の1日平均乗車人員は6人である。
開業後の推移は以下のとおりである。
| 乗車人員推移       | 乗車人員推移     | 乗車人員推移    |
| 年度               | 1日平均 乗車人員 | 出典            |
| ------------------ | ---------------- | --------------- |
| 2013年（平成25年） | 26               | [ 利用客数 2 ]  |
| 2014年（平成26年） | 33               | [ 利用客数 3 ]  |
| 2015年（平成27年） | 35               | [ 利用客数 4 ]  |
| 2016年（平成28年） | 32               | [ 利用客数 5 ]  |
| 2017年（平成29年） | 27               | [ 利用客数 6 ]  |
| 2018年（平成30年） | 8                | [ 利用客数 7 ]  |
| 2019年（令和元年） | 8                | [ 利用客数 8 ]  |
| 2020年（令和02年） | 8                | [ 利用客数 9 ]  |
| 2021年（令和03年） | 8                | [ 利用客数 10 ] |
| 2022年（令和04年） | 7                | [ 利用客数 11 ] |
| 2023年（令和05年） | 6                | [ 利用客数 1 ]  |

## 駅周辺
- 岩手県立高田病院
- 陸前高田市立高田小学校
- 国道45号三陸沿岸道路

## 隣の駅
東日本旅客鉄道（JR東日本）
■大船渡線BRT
□快速
経由せず
■普通
高田高校前駅 - 高田病院駅 - 脇ノ沢駅

### 記事本文
1. ↑  「大船渡線におけるBRTの運行開始について (PDF)」（プレスリリース）、東日本旅客鉄道盛岡支社、2013年1月31日。2016年4月9日時点のオリジナル (PDF)よりアーカイブ。2025年7月14日閲覧。
2. ↑  「大船渡線 BRT の駅移転及び一部のルート変更について (PDF)」（プレスリリース）、東日本旅客鉄道盛岡支社、2017年12月18日。2017年12月22日時点のオリジナル (PDF)よりアーカイブ。2025年7月14日閲覧。

### 利用状況
1. 1 2  「BRT駅別乗車人員（2023年度） | 企業サイト：JR東日本」東日本旅客鉄道。2025年7月14日閲覧。
2. ↑  「BRT駅別乗車人員（2013年度）：JR東日本」東日本旅客鉄道。2025年7月14日閲覧。
3. ↑  「BRT駅別乗車人員（2014年度）：JR東日本」東日本旅客鉄道。2025年7月14日閲覧。
4. ↑  「BRT駅別乗車人員（2015年度）：JR東日本」東日本旅客鉄道。2025年7月14日閲覧。
5. ↑  「BRT駅別乗車人員（2016年度）：JR東日本」東日本旅客鉄道。2025年7月14日閲覧。
6. ↑  「BRT駅別乗車人員（2017年度）：JR東日本」東日本旅客鉄道。2025年7月14日閲覧。
7. ↑  「BRT駅別乗車人員（2018年度）：JR東日本」東日本旅客鉄道。2025年7月14日閲覧。
8. ↑  「BRT駅別乗車人員（2019年度）：JR東日本」東日本旅客鉄道。2025年7月14日閲覧。
9. ↑  「BRT駅別乗車人員（2020年度） | 企業サイト：JR東日本」東日本旅客鉄道。2025年7月14日閲覧。
10. ↑  「BRT駅別乗車人員（2021年度） | 企業サイト：JR東日本」東日本旅客鉄道。2025年7月14日閲覧。
11. ↑  「BRT駅別乗車人員（2022年度） | 企業サイト：JR東日本」東日本旅客鉄道。2025年7月14日閲覧。